# Undecano
El undecano (también llamado n-undecano o hendecano) es un alcano, parafina o hidrocarburo saturado de cadena lineal y cuya fórmula química es CH3-(CH2)9-CH3.  Se usa como un atrayente sexual suave para varios tipos de mariposas nocturnas y cucarachas. Tiene 159 isómeros.

## Síntesis
Se obtiene por destilación fraccionada del petróleo y por otros métodos de síntesis de alcanos como el síntesis de Corey-House o las reacciones de acoplamiento de compuestos organometálicos, en las que un reactivo de Gilman reacciona con un compuesto organohaluro (derivado halogenado).
Dimetilcuprato de litio + 1-Iododecano → Undecano + Ioduro de litio + Metilcobre
(CH3-CH2)2Cu   +   I-(CH2)9-CH3  →  CH3-(CH2)9-CH3  +  LiI  +  CH3Cu

## Propiedades
Es un líquido insoluble en agua y soluble en disolventes orgánicos. Su presión de vapor es baja (0,56 mmHg a 25 °C) lo que indica que es poco volátil.
Arde con facilidad formando dióxido de carbono y agua. También reacciona a alta temperatura y en presencia de luz visible o ultravioleta con cloro, bromo o yodo para dar derivados halogenados.
Es relativamente tóxico y aparece como residuo en la industria de acabados de madera (tintes, pintura de poliuretano) y en las placas de yeso usadas en construcción.

## Derivados del undecano

### 1,1,9-tricloroundecano
El 1,1,9-tricloroundecano es un derivado triclorado del undecano perteneciente al grupo de las parafinas cloradas cuya fórmula es:
{\displaystyle Cl_{2}HC-(CH_{2})_{7}-CHCl-CH_{2}-CH_{3}\,}
Su número de identificación CAS es 80365-39-5.   
Se emplea como lubricante, fluido de corte, plastificante y refrigerante.
Posee una toxicidad elevada: tiene posibles efectos cancerígenos (R40), de nivel 3 según el Real Decreto 363/1995. Es muy tóxico para los organismos acuáticos, y puede provocar a largo plazo efectos negativos en el medio ambiente acuático (R50-53). Se considera contaminante orgánico persistente (COP) y disruptor endocrino.